# Mimacraea neurata
Mimacraea neurata är en fjärilsart som beskrevs av Holland 1895. Mimacraea neurata ingår i släktet Mimacraea och familjen juvelvingar. Inga underarter finns listade i Catalogue of Life.